# Odometrie (ETCS)

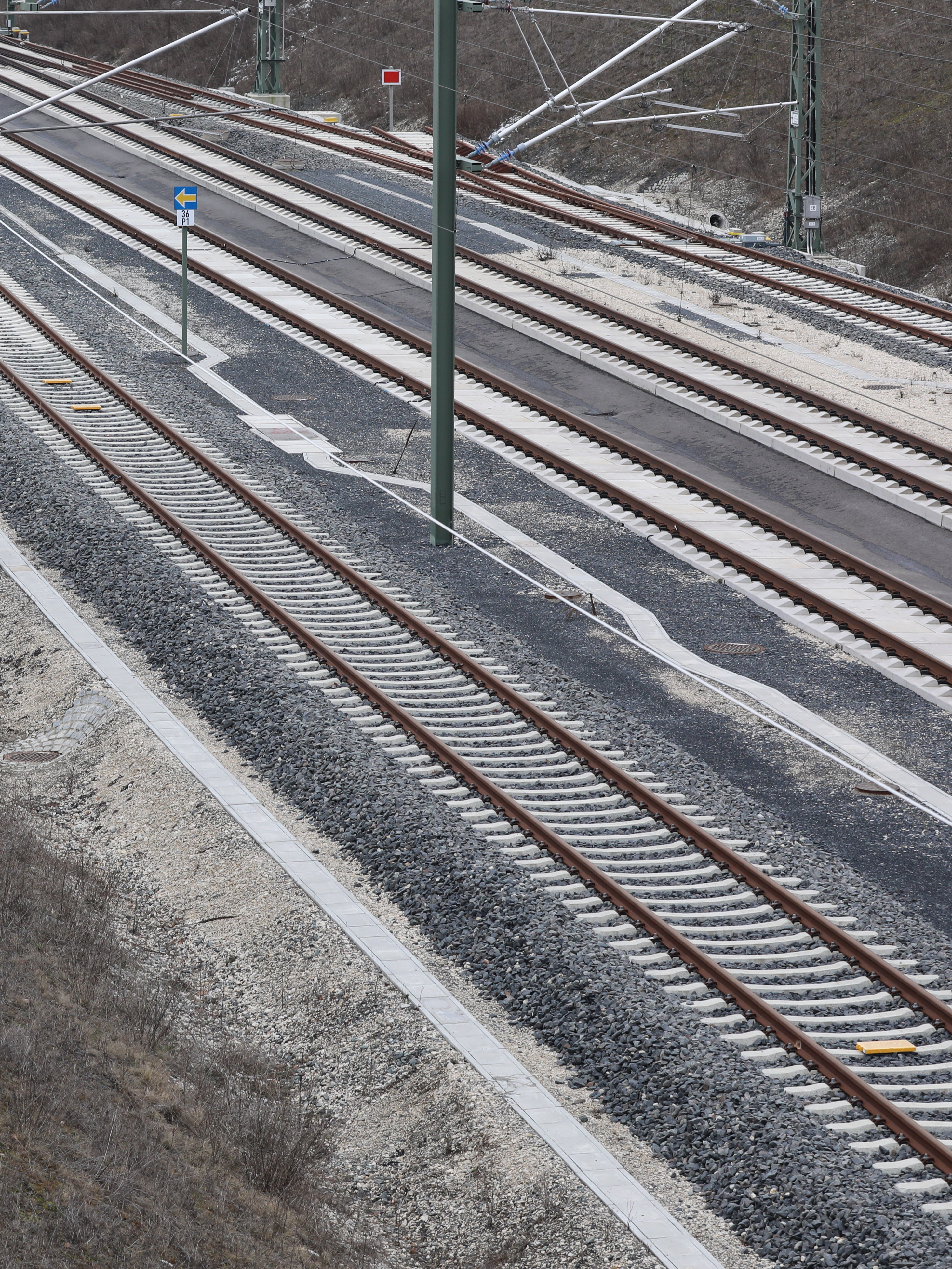
Rund 50 m vor einer ETCS-Halt-Tafel (links oben im Bild) dient eine einfache Eurobalise (rechts unten im Bild) als Referenzpunkt für die Odometrie und ermöglicht damit eine bessere Annäherung an das Signal.

Die Odometrie (englisch odometry) ist eine wesentliche Funktionalität des europäischen Zugbeeinflussungssystems European Train Control System (ETCS).
Die ETCS-Spezifikation beschreibt die Odometrie als den „Prozess der Messung der Bewegung eines Zuges entlang eines Gleises“, der „zur Geschwindigkeits- und Wegmessung“ verwendet wird. (“The process of measuring the train’s movement along the track. Used for speed measurement and distance measurement.”)
Die Odometrie ist Teil der ETCS-Fahrzeug-Referenzarchitektur. Die Weg-, Geschwindigkeits- und Beschleunigungsmessung muss der Sicherheitsanforderungsstufe (SIL) 4 entsprechen und wird für zahlreiche Funktionen von ETCS benötigt. Dazu zählen u. a. die Überwachung von konstanten Höchstgeschwindigkeiten und Bremskurven, Position Reports, die Zuordnung einer Zuges zu einem Signal zur Erteilung einer Fahrterlaubnis, Wegroll- und Stillstandsüberwachung sowie (in Level 3) als eine Grundlage der Gleisfreimeldung.

## Bedeutung

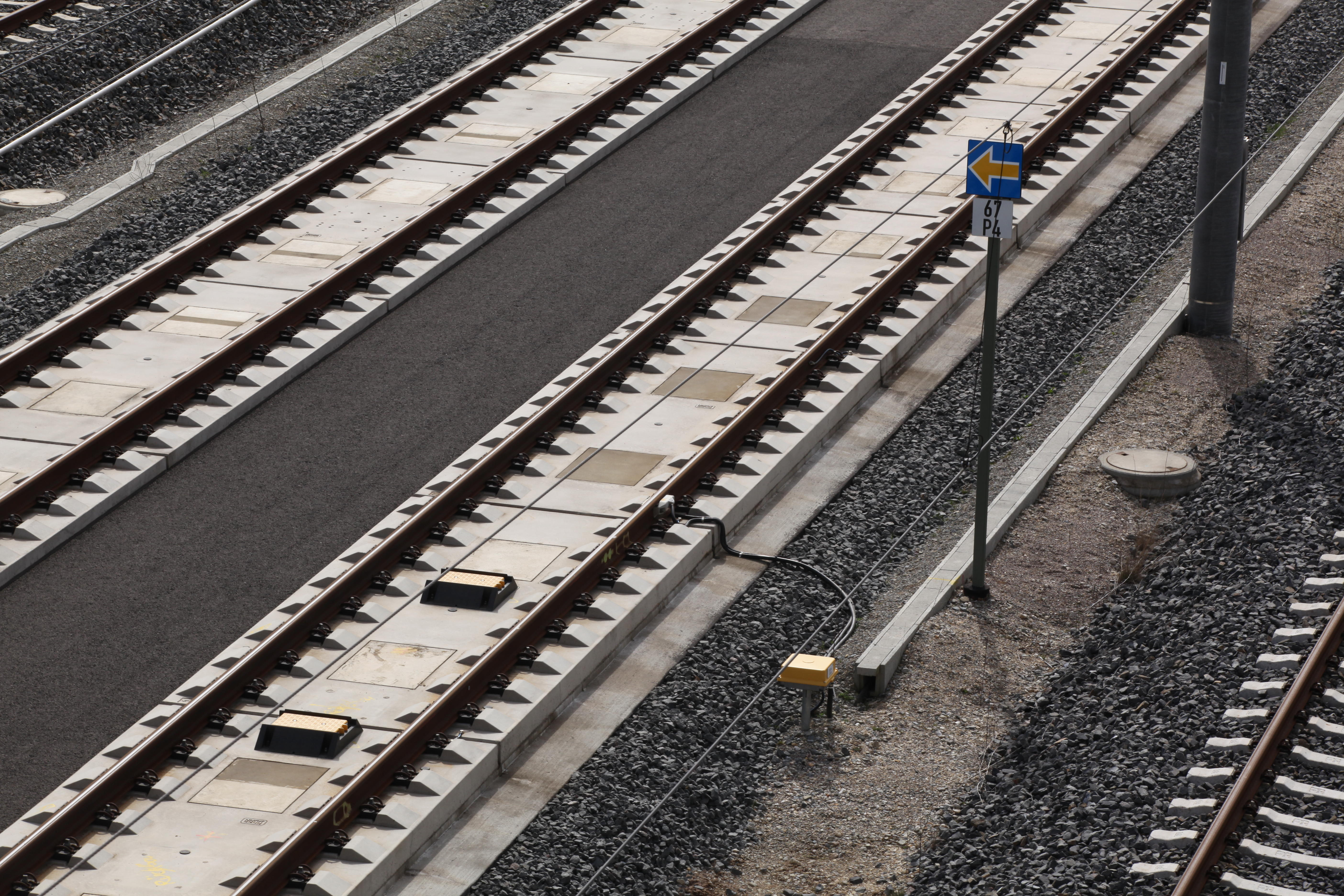
Zwei Eurobalisen in einem Gleis der Neubaustrecke Erfurt–Leipzig/Halle

Eindeutig bezeichnete und einem festen Bezugspunkt des Streckennetzes zugeordnete Eurobalisen ermöglichen dem Zug, seine genaue Position an diesen Punkten zu bestimmen. Von diesem Bezugspunkt ausgehend bestimmt die Fahrzeugausrüstung kontinuierlich den zurückgelegten Weg aus (bekannter) Balisenlage und relativer Wegdistanz. Obwohl Eurobalisen oftmals im Abstand von etwa einem Kilometer verlegt werden, stehen dem Zug dazwischen jederzeit Standortinformationen zur Verfügung, die für vielfältige Zwecke verarbeitet werden können.
ETCS verwendet dabei im Wesentlichen drei verschiedene Standortangaben, für verschiedenste Zwecke:
- ungefähre Position der Zugspitze (estimated position), an der sich aus Sicht der ETCS-Fahrzeugsausrüstung die Spitze des Zuges höchstwahrscheinlich befindet.[2][6] Dabei werden die Charakteristik von Zug und Odometrie berücksichtigt.[2] Diese sehr wahrscheinliche Standortinformation wird für viele nicht sicherheitskritische Funktionen von ETCS verwendet. So erfolgt der Level- und RBC-Wechsel anhand dieser Positionsangabe. Sie kann ferner beispielsweise von Verkehrsleitsystemen (TMS) oder im automatisierten Fahrbetrieb (ATO) verarbeitet werden, um den Betrieb zu optimieren.

Ausschnitt eines Führerraumdisplays (DMI) während einer laufenden ETCS-Bremskurve von momentan 43 km/h auf 0 km/h in 190 m: Für die Bremskurvenüberwachung wird stets das max safe front end zu Grunde gelegt. Der tatsächliche Abstand zum Zielpunkt ist höchstwahrscheinlich größer. (Um den tatsächlichen Zielpunkt dennoch zu erreichen ist ein Release Speed vorzusehen.)

- vordere sichere Zugspitze (max safe front end),[2][6] die sich ergibt, wenn der Zug sich so weit wie gerade noch zu erwarten bewegt hat. Diese Positionsangabe überschätzt in der Regel den seit dem letzten Referenzdatenpunkt zurückgelegten Weg. Sie wird insbesondere der Berechnung der sicherheitsrelevanten Bremskurven zu Grunde gelegt.
- minimale sichere Zugspitze (min safe front end),[2][6] die sich ergibt, wenn der Zug sich so kurz wie gerade noch zu erwarten bewegt hat. Diese Positionsangabe unterschätzt in der Regel den seit dem letzten Referenzpunkt zurückgelegten Weg. In der Betriebsart Vollüberwachung (Full Supervision, FS) wird eine Zwangsbremsung ausgelöst, wenn sie das Ende der Fahrterlaubnis (EOA) erreicht hat. Sie wird auch zur Bestimmung des Ortes, an dem ein Zug mit seiner gesamten Länge eine geschwindigkeitseinschränkende Weiche passiert hat und wieder beschleunigen darf, herangezogen. Auch bedingte (d. h. räumlich begrenzte) Nothaltaufträge (CES), wie sie zur Haltfallbewertung von manchen ETCS-Infrastrukturbetreibern regelmäßig verschickt werden, beziehen sich auf sie.

Manche ETCS-Funktionen nutzen ferner entsprechende Angaben zum Zugschluss (estimated, minimum bzw. maximum safe rear end). Beispielsweise wird in ETCS Level 3 in der für die Gleisfreimeldung notwendigen Zugintegritätsmeldung das minimale sichere Zugende (min safe rear end) mit übermittelt.

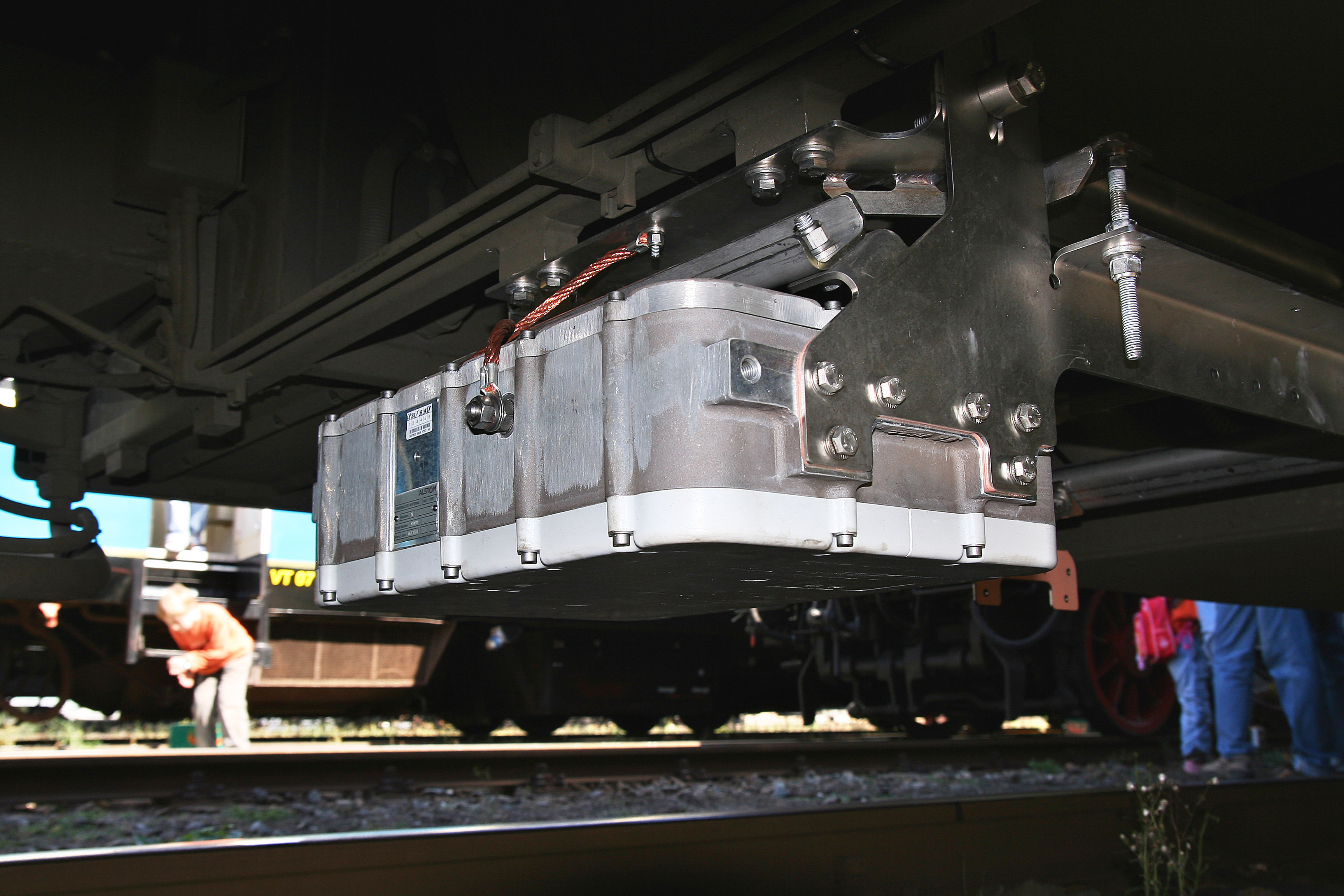
Eurobalisen werden über eine ETCS-Antenne (Balise Transmission Module, BTM) vom Fahrzeug gelesen.

Der aus der vorderen und minimalen sicheren hinteren Zugspitze sich ergebende Vertrauensbereich des Zugstandorts (train position confidence interval) beschreibt den Bereich, in dem sich der Zug mit einer definierten Wahrscheinlichkeit befindet. Er umfasst den Odometriefehler in beide Richtungen (under-reading amount, over-reading amount) und den doppelten Balisenverlegefehler (location accuracy) der maßgebenden Balisengruppe. Der Odometriefehler setzt sich dabei wiederum aus dem Wegmessfehler beim Lesen des zu Grunde liegenden Balisenortes sowie aus der Ungenauigkeit der Odometrie für den seither zurückgelegten Weg zusammen.

Die von ETCS verwendete Wegmessung erfolgt relativ, das heißt ohne Bezug zum Umfeld, in dem sich der Zug bewegt. Stattdessen dienen Eurobalisen als Referenzpunkte. Primär dient dabei die maßgebende Balisengruppe (last relevant balise group, LRBG) als gemeinsamer räumlicher Bezugspunkt für Strecken- und Fahrzeugausrüstung. Je größer der Abstand zur LRBG, desto größer ist der Vertrauensbereich. Der Vertrauensbereich wird in der Regel zurückgesetzt, wenn eine neue Balisengruppe überfahren und dabei zur LRBG wird.
Die Balisenverlegegenauigkeit wird, soweit Verkettung zur Verfügung steht, der Verkettungsinformation entnommen. Dazu dient die Variable Q_LOCACC, die einen Wertebereich von 0 bis 63 m umfasst und metergenau definiert werden kann. Ansonsten wird der Nationale Wert Q_NVLOCACC herangezogen oder, falls dieser nicht gesetzt oder nicht verfügbar (Baseline 2) ist, dessen Standardwert (12 m). Im Netz der Deutschen Bahn beträgt dieser Nationale Wert ebenfalls 12 m.
Der Odometriefehler muss bei der Planung von ETCS-Infrastruktur mit berücksichtigt werden. Je größer der Odometriefehler, desto früher erfolgen Bremsankündigung und Bremseinsatz. Um einen unnötig frühen Bremseinsatz zu vermeiden, sollten insbesondere an neuralgischen Punkten zu große Abstände zwischen maßgebenden Balisengruppen vermieden werden. Ferner kann in sehr langen Blockabschnitten die Verlegung zusätzlicher Balisen erforderlich sein, die ausschließlich zur Repositionierung des Zuges dienen, um die Kapazität zu erhöhen. In Deutschland sind beispielsweise 50 und 300 m u. a. vor Blockkennzeichen Datenpunkte anzuordnen, die nur der Ortung dienen. Weitere Anwendungsfälle, vor denen mittels vorgelagerter Ortungsdatenpunkte der Wegmessfehler minimiert wird, sind Hauptsignale im Bahnhof, Hauptsignale an Halteplätzen von Bahnsteigen auf der freien Strecke, vor ÜS-Bahnübergängen sowie an Systemwechseln. Durch Optimierungen könnten derartige Ortungsdatenpunkte zukünftig teilweise überflüssig werden.
Ist ein nationales Zugbeeinflussungssystem als Specific Transmission Module in eine ETCS-Fahrzeugausrüstung integriert, nutzt dieses die Odometrie von ETCS mit.
Im automatisierten Fahrbetrieb (ATO) werden präzise verlegte Balisen in Verbindung mit Odometriedaten für präzises Halten genutzt, beim Projekt Thameslink beispielsweise von ±50 cm.

## Anforderungen
Für den zurückgelegten Weg seit der letzten LRBG soll, nach ETCS-Spezifikation, der längs zur Fahrzeugspitze in beiden Richtungen zu addierende Wegmessfehler (over/under reading amount) 5 m + 5% des zurückgelegten Weges nicht überschreiten. Bei einer Fehlfunktion der Fahrzeugausrüstung soll diese gleichwohl ein sicheres Konfidenzintervall festlegen. Bei Gleiten/Schleudern oder in Rückfallszenarien steigt die Wahrscheinlichkeit, dass dieser Wert überschritten wird und daraus Risiken entstehen. (Bei einer die Mindestanforderungen der Spezifikation exakt erfüllenden Fahrzeugausrüstung und einem angenommenen Balisenverlegefehler von ±5 m würde der beidseitige Wegmessfehler beispielsweise nach 1000 m damit genau 60 m betragen. Der Vertrauensbereich der Zugspitze wäre damit 120 m lang.)
Soweit die Ungenauigkeit der Geschwindigkeitsmessung nicht per Nationalem Wert unterdrückt wird, darf die Geschwindigkeitsmessung für Geschwindigkeiten unter 30 km/h eine Toleranz von ±2 km/h nicht überschreiten, für darüber liegende Geschwindigkeiten steigt die Toleranz auf ±12 km/h bei 500 km/h linear an.
Die ungefähre Position der Zugspitze soll weniger als eine Sekunde bestimmt werden, bevor ein Position Report abgesetzt wird.
Über diese Anforderungen der ETCS-Spezifikation hinaus können projektspezifische Anforderungen bestehen, beispielsweise
- soll der Ausfall eines Sensors bei den Flirt-Triebzügen der BLS nicht zu einer funktionellen Einschränkung der Odometrie führen[24]
- sollen bei den neuen Regionaltriebzügen des Landes Baden-Württemberg Verfügbarkeitseinschränkungen im Odometriesystem nicht zu Bremsungen führen.[25] (Bei anderen Fahrzeugen wurden teils Zwangsbremsungen beim Ausfall einzelner Sensoren beobachtet.[26])

Ebenfalls können die Mindestanforderung der ETCS-Spezifikation unterschritten werden. So soll die Odometrie von Triebzügen, die für den Digitalen Knoten Stuttgart nachgerüstet werden, das Fahrzeug an einer LRBG auf unter einen Meter genau orten, zuzüglich ein Prozent des seither zurückgelegten Weges. In Verbindung mit besonders genau im RBC hinterlegten (projektierten) Balisen soll dies zu einer erhöhten betrieblichen Leistungsfähigkeit beitragen. Die Odometrie der Züge soll im Übrigen auch mit nur zwei unterschiedlichen verfügbaren Sensoren noch funktionsfähig sein.
Die Triebzüge der Baureihe 408 sollen ebenfalls mit nur zwei unterschiedlichen (von insgesamt vier) Sensoren funktionsfähig bleiben. Sie verfügen dabei über zwei „diversitäre“ Radare, das heißt zwei verschiedene Radare von unterschiedlichen Herstellern. Bei den auf der Schnellfahrstrecke Wendlingen–Ulm eingesetzten Triebzügen ist die Odometrie betriebsbereit, wenn zwei verschiedene von insgesamt vier bis fünf Sensoren funktionsfähig sind.

## Variablen
Die Beschleunigungs-, Geschwindigkeits- und Weginformationen der Odometrie werden vom ETCS-Bordcomputer (European Vital Computer, EVC) gegen zahlreiche Abstands-, Geschwindigkeits- und Bremsverzögerungs-Variablen abgeglichen.
In der ETCS-Sprache ("ETCS Language") dienen Variablen ("variables") der Kodierung einzelner Werte von Daten.
Variablen werden zu definierten Paketen ("packets") zusammengefasst.
Eines oder mehrere Pakete bilden wiederum eine Nachricht ("message"), die per Balise(n), Funk (Euroradio) oder Euroloop übertragen wird. Bei der Übertragung per Eurobalise kann eine Nachricht aus einem oder mehreren Telegrammen ("telegrams") bestehen, wobei jede Balise genau ein Telegramm überträgt.
ETCS verwendet für Abstandsangaben 36 Variablen, darunter:
- D_CYCLOC: Abstand, in dem ein Position Report erwartet wird[33]
- D_NVROLL: Maximaler Weg der Weg- und Rückrollüberwachung[33]
- D_LINK: Abstand zur nächsten verketteten Balisengruppe[33]
- D_LRBG: Abstand zwischen der ungefähren Position der Zugspitze und der letzten relevanten Balisengruppe (LRBG)[33]
- D_RBCTR: Abstand zum RBC-Wechsel[33]
- D_TEXTDISPLAY: Abstand, an dem ein Text angezeigt werden soll[33]

Alle diese Distanzvariablen sind 15 bit breit und haben einen Wertebereich von 0 m bis 327.660 km.

20 m bevor die vordere sichere Zugspitze das Ende der Fahrterlaubnis erreicht, ermöglicht ein Release Speed von 15 km/h eine schnellere Annäherung als innerhalb der Zielgeschwindigkeitsüberwachung (TSM) möglich.

Weitere 18 Variablen betreffen Geschwindigkeiten, darunter:
- V_MAIN: maximal zulässige Geschwindigkeit aufgrund der Signalisierung[33]
- V_MAXTRAIN: maximale Geschwindigkeit des Zuges[33]
- V_NVONSIGHT: maximale Geschwindigkeit beim Fahren auf Sicht[33]
- V_NVREL: Release Speed[33]
- V_SHUNT: maximale Geschwindigkeit beim Rangieren[33]
- V_STATIC: örtlich zulässige Geschwindigkeit der Strecke (Abschnitt des Static Speed Profiles)[33]
- V_TRAIN: Geschwindigkeit des Zuges[33]

Alle Geschwindigkeitsvariablen beginnen mit „V_“, sind 7 bit breit und umfassen einen Wertebereich von 0 bis 600 km/h in 5-km/h-Schritten.
Weitere fünf Variablen betreffen Bremsbeschleunigungen. Die jeweils 6 bit breiten Variablen beginnen mit „A_“ und umfassen einen Wertebereich von 0 bis 3 m/s², in Schritten von 0,05 m/s².
Für vier der Abstandsvariablen, neun der Geschwindigkeitsvariablen sowie alle fünf Beschleunigungsvariablen werden von der Strecke an den Zug bei Einfahrt in einen ETCS-Bereich in Form von Nationalen Werten (National Values) übermittelt. Zusätzlich wird mit der Variable Q_NVLOCACC ein Standardwert für die Balisenverlegegenauigkeit übermittelt, der herangezogen wird, soweit keine Verkettungsinformation verfügbar ist.

## Sensorik

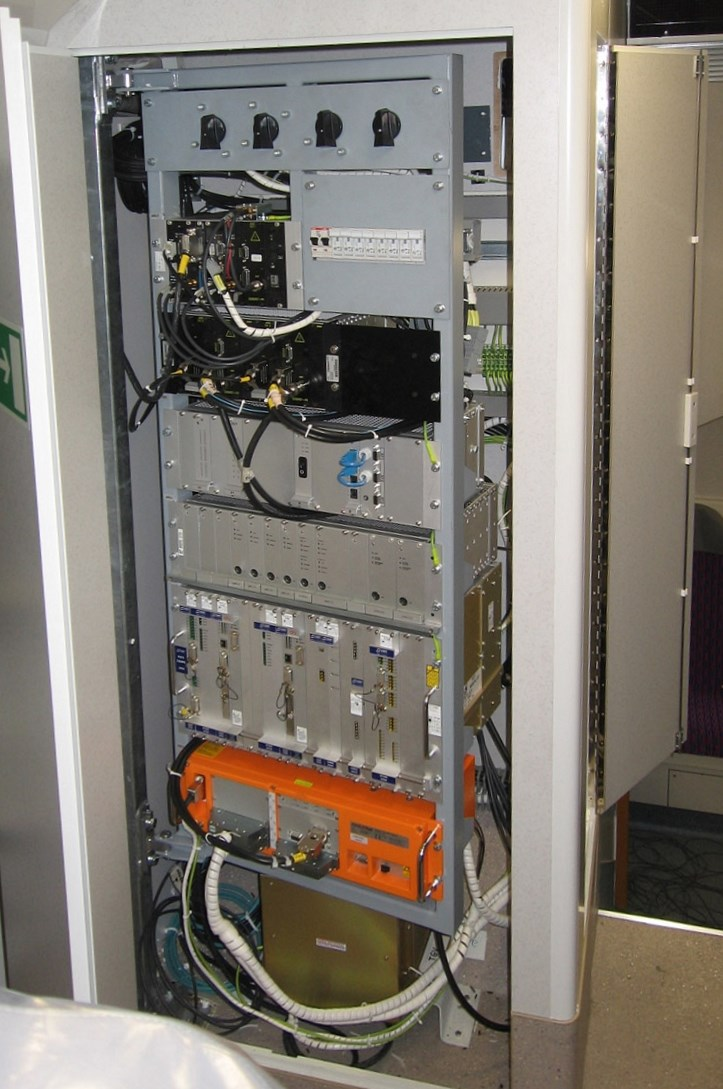
Die Verarbeitung von Odometriedaten ist eine wesentliche Aufgabe des ETCS-Fahrzeuggeräts.

Die Anwendung nur eines Messprinzips ist für eine SIL-4-sichere Positionsbestimmung nicht ausreichend. Vielmehr ist eine Verknüpfung mehrerer Messverfahren erforderlich. In einem teils als Speed and Distance Unit (SDU) bezeichneten System laufen die aus verschiedenen Sensoren und nach verschiedenen Messprinzipien gewonnenen Daten zusammen, werden bewertet, korrigiert sowie unplausible Werte ggf. unterdrückt, um letztlich zyklisch Weg-, Geschwindigkeits- und Beschleunigungsinformation den übergeordneten Systemen zur Verfügung zu stellen. Zusätzlich wird ein Konfidenzintervall mit maximal zu erwartender Über- und Unterschreitung übermittelt. Neben momentanen Messwerten fließen dabei auch charakteristische Eigenschaften mit ein. Die Auswahl und Konfiguration der Sensoren richtet sich teilweise nach dem jeweiligen Zugtyp.
Algorithmen wählen die vertrauenswürdigen Sensoren anhand von Zustands- und Plausibilitätstests aus und berechnen Weg, Geschwindigkeit und Beschleunigung durch eine Kombination der Sensordaten. Die genauen Algorithmen sind Firmengeheimnisse. Sind sie zu restriktiv eingestellt, kann dies zu einer verringerten Verfügbarkeit führen. Die Auswahl, Anordnung und Konfiguration der verwendeten Sensoren kann grundsätzlich vom Hersteller frei gewählt werden, soweit die Sicherheitsanforderungen an das Odometriesystem erfüllt werden. Aus den Sicherheitsanforderungen an das Gesamtsystem der Odometrie ergeben sich wiederum Anforderungen an die einzelnen Sensoren.
Gängige für die Odometrie verwendete Sensoren sind Wegimpulsgeber und Radare, teils auch Beschleunigungssensoren. Das „EBICab 2000“-System von Bombardier verwendet beispielsweise zwei optische Impulsgeber, die auf separate Radachsen montiert sind, sowie ein Dopplerradar (Stand: 2006). Das „Trainguard“-System von Siemens verwendet zwei Wegimpulsgeber und zwei Radare. Bei den von Siemens und Thales gemeinsam mit ETCS ausgerüsteten Zügen der spanischen Baureihen 102 und 103 kommen Radare und Wegimpulsgeber zum Einsatz, im LZB-Betrieb (STM) zusätzlich Beschleunigungssensoren.
Stadler verwendet einen Beschleunigungsgeber, ein Radar und zwei Wegimpulsgeber. Das System soll mittels einer „Sensor-Selbstheilungsfunktion“ eine erhöhte Odometrie-Verfügbarkeit sicherstellen.
Die von Alstom gelieferte ETCS-Ausrüstung des ICE 3 nutzt ein Radar im (angetriebenen) Endwagen sowie zwei Wegimpulsgeber im benachbarten (nicht angetriebenen) Trafowagen. Für die Wuppertaler Schwebebahn verwendet Alstom dagegen Radimpulsgeber, Radar und Beschleunigungssensor. Zukünftig plant Alstom eine Kombination von zwei Radsensoren, zwei GNSS-Sensoren und einem Beschleunigungssensor an einem 2-von-3-Rechner-System. In Norwegen erhielt der Hersteller Mitte 2020 die Zulassung für ein auf einer Inertialsensoren und Satellitennavigation basierendes Odometriesystem, die bis 2026 auf 450 Zügen zum Einsatz kommen soll. Das System soll ohne Radar auskommen und, mit den im Zug liegenden Sensoren, unempfindlich gegenüber Wettereinflüssen sein sowie auch im Tunnel funktionieren. Eine erste Lokomotive mit dem neuen System wird seit Oktober 2020 in Norwegen getestet. An Stelle des Radars kommt eine Kombination aus GNSS (mit den Systemen GPS, GLONASS, Galileo und BeiDou) und einer erweiterten Trägheitsmesseinheit (IMU) mit drei Beschleunigungssensoren und drei Gyroskopen zum Einsatz. Die IMU wird zur Geschwindigkeitsmessung verwendet, wenn keine GNSS-Abdeckung vorhanden ist, insbesondere im Tunnel. GNSS-Verortung gilt ferner in urbanen Gebieten und Wäldern aufgrund von Abschirmeffekten als unzuverlässig.
Enge Kurven und starkes Gefälle gelten als vergleichsweise schwierige Randbedingungen für die Odometrie.
Mittels Analyse von Betriebsdaten kann ein besseres Verständnis der zahlreichen von den Sensoren gelieferten Daten entwickelt werden, um die Leistungsfähigkeit der Odometrie zu verbessern. Derartige Erkenntnisse können auch herangezogen werden, um die Auswahl und Kombination von Sensoren und Fusionsalgorithmen zu optimieren.
Zur Verbesserung der Odometrie werden auch mathematische Verfahren wie Kalman-Filter vorgeschlagen.

### Drehzahlgeber

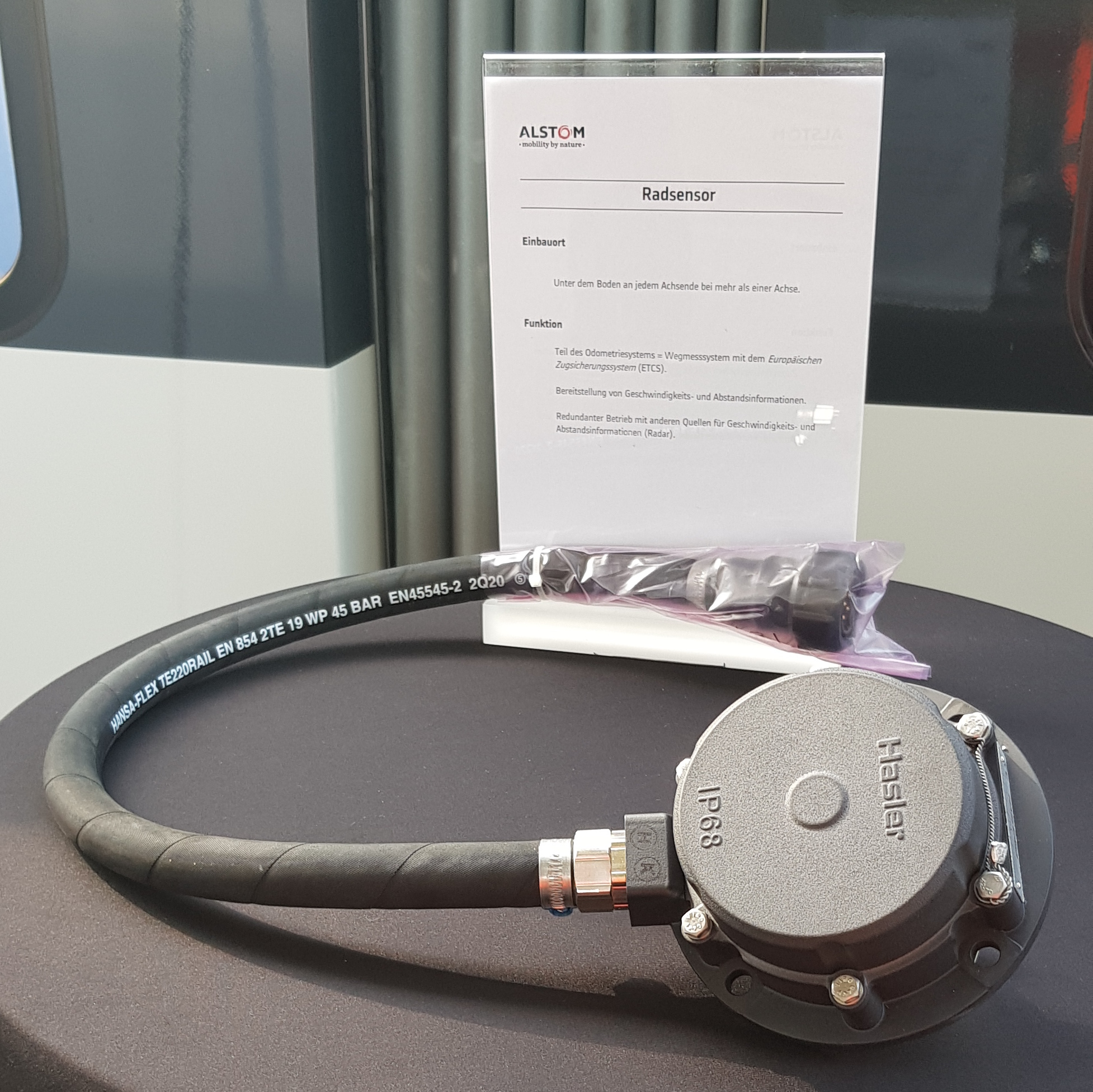
Drehzahlgeber im ausgebauten Zustand

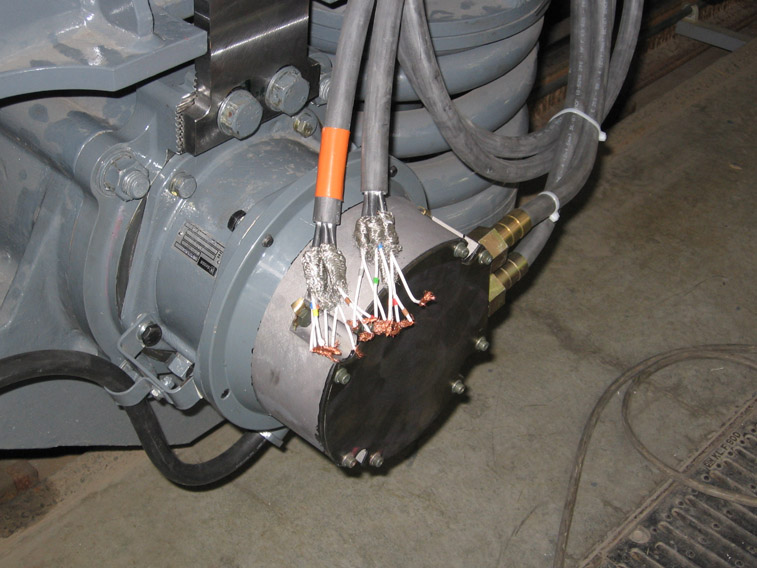
Drehzahlgeber an einem Drehgestell

Umdrehungszähler, auch Drehzahlgeber, Radachsgeber oder Wegimpulsgeber bilden in der Regel die Grundlage der ETCS-Odometrie.
Zur Abtastung werden beispielsweise Magnetismus oder der Hall-Effekt genutzt. Zu den möglichen Ausführungen zählen ein Einbau in Kegelrollenlager von Neufahrzeugen und die Nachrüstung von Sensoren zwischen Radsatzlagergehäuse und Gehäusedeckel. Neben der Umdrehungszählung ist auch eine Richtungsüberwachung erforderlich.
Die klassische Bestimmung des zurückgelegten Weges über die Bestimmung des abgerollten Radumfangs stößt dabei an physikalische Grenzen, die zu erheblichen Unterschieden zwischen tatsächlich zurückgelegten und gemessenen Weg führen können. Die Ursachen dafür liegen unter anderem in Messabweichungen bei der Bestimmung der Raddurchmesser, zeitabhängige Schwankungen der abgerollten Durchmesser (Abnutzung) sowie Gleiten und Schleudern beim Bremsen und Beschleunigen. Bei modernen Fahrzeugen steht ferner vielfach keine freilaufende Achse (ohne Bremse und Antrieb) zur Verfügung, die für eine optimale Distanzmessung mittels Geber erforderlich ist. Teils wird zumindest die Montage an nicht angetriebenen Radsätzen gefordert. Ferner erschweren Gleit- und Schleuderschutz-Systeme die Distanzmessung per Radumdrehung. Algorithmen, die den hauptsächlich aus Traktions- und Bremssystemen resultierenden Schlupf erkennen, werden an das Verhalten des jeweiligen Zugtyps angepasst. Anpassungen an der Schleuderschutz-Software können Änderungen an der Odometriesoftware erforderlich machen. Bei der Entwicklung der Linienzugbeeinflussung, in der 2. Hälfte des 20. Jahrhunderts, wurde die Toleranz bei mit Gleit- und Schleuderschutz ausgerüsteten Fahrzeugen auf ±2 m geschätzt.
Wird bei der Wartung versehentlich die Eingabe des richtigen Radumfangs vergessen, driften der real zurückgelegte und der berechnete Weg mit jeder Umdrehung weiter auseinander. Um aus der Drehzahl den zurückgelegten Weg und die Geschwindigkeit zu ermitteln, muss regelmäßig der Raddurchmesser bzw. -Umfang gemessen und auf dem ETCS-Fahrzeuggerät eingestellt werden.
Wegimpulsgeber werden in ETCS teilweise auch für Cold Movement Detection verwendet.

### Doppler-Radar

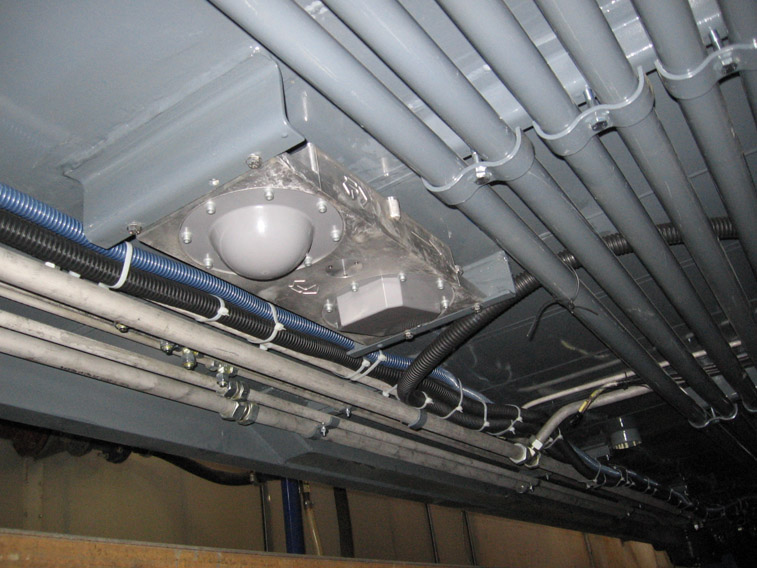
Dopplerradar zur Weg- und Geschwindigkeitsmessung an einem Triebfahrzeug

Doppler-Radare nutzen den Doppler-Effekt zur Geschwindigkeitsmessung. Die auf den Oberbau ausgerichteten Radare sind unempfindlich für Messfehler aus den am Rad auftretenden Effekten Gleiten und Schleudern.
Sie gelten allerdings als anfällig für Eis und Schnee. Ein besonders glatter, ebener Oberbau wie die Feste Fahrbahn, aber auch Schneedecken, von denen Radiowellen gleichförmig zurückgestrahlt werden, führt zu schlechten Werten. Auch kann Wasser im Gleis, wie es beispielsweise in Thailand nach Monsunregen auftritt, das Radar aufgrund von Reflexionen stark beeinträchtigen. Ferner gelten Radare bei sehr niedrigeren Geschwindigkeiten als vergleichsweise ungenau.

### Beschleunigungssensor
Teilweise werden auch Beschleunigungssensoren verwendet. Sie sind unempfindlich gegenüber Gleiten und Schleudern, können aber nicht den zurückgelegten Weg, sondern nur Beschleunigungen messen.
Bei Beschleunigungssensoren addieren sich Fehler mit der Zeit auf. Bei manchen Zugtypen werden Beschleunigungssensoren bei bestimmten Geschwindigkeiten vorübergehend von der Odometrie ausgeschlossen. Auf den Neubaustrecken der VDE 8 erwies sich die Feste Fahrbahn als derart „eben und glatt“, dass eigentlich funktionierende Beschleunigungssensoren vereinzelt als gestört ausgegeben wurden, da das „Rumpeln“ auf der Strecke viel geringer als erwartet war. Eine Datenanalyse aus mehreren tausend Fahrten zeigte, dass angesichts der unerwartet guten Dämpfung des Zugtyps die Schwelle für den Test des Sensors zu hoch eingestellt war, sodass es regelmäßig zu Grenzwertüberschreitungen und damit dem Ausschluss des Sensors aus der Odometrie kam. Nach Auswertung der aufgezeichneten Daten wurde der Schwellwert angepasst und somit die Sicherheit und Zuverlässigkeit der Systems verbessert.

### Weitere Sensoren

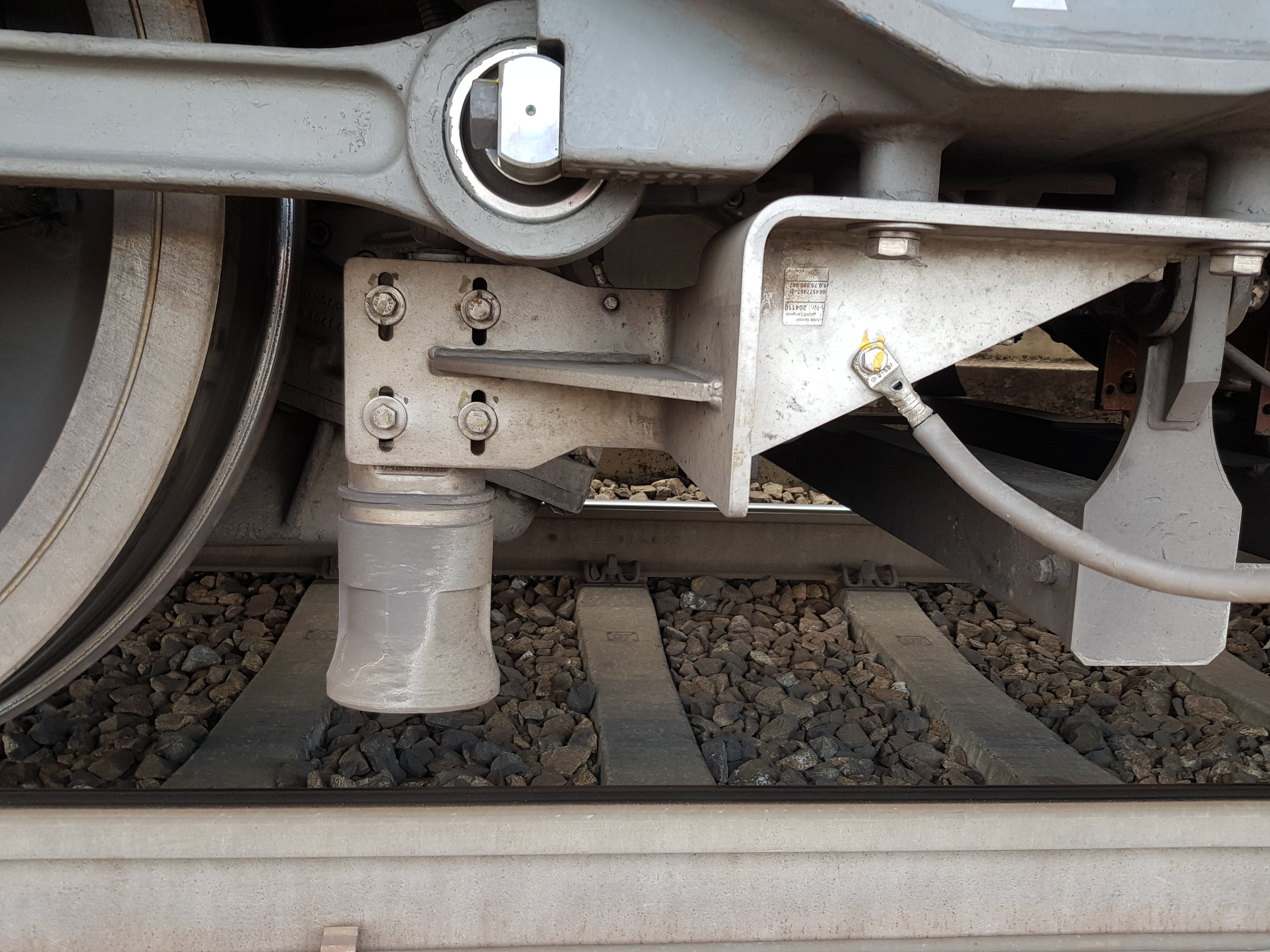
Auf den Schienenkopf gerichteter optischer Sensor am Triebkopf eines ICE 1

Auf dem ICE 1 kommen auf Leuchtdioden (LEDs) basierende Sensoren als primäres Odometrie-System zum Einsatz. Ein derartiges elektro-optisches Verfahren wurde bereits bei der Entwicklung der LZB erwogen.
Erwogen bzw. erprobt wird die Nutzung von Satellitennavigation (GNSS). In diesem Zusammenhang werden auch die Nutzung von EGNOS sowie „virtuelle Balisen“, wobei Baliseninformationen aus einer auf dem Fahrzeug hinterlegten digitalen Karte gelesen und Eurobalisen weitgehend überflüssig werden sollen, erwogen. Experimentiert wurde ferner mit Satellitennavigation in Kombination mit ortsfesten Wegmarken. Auch eine Kombination von Satellitenortung in Verbindung mit Doppler-Radar, einem optischen Sensor, einem Achsimpulsgeber, einem Wirbelstromsensor sowie einem Inertialsensor wurde für ETCS Level 3 vorgeschlagen. Nach einer Mitte 2020 geschlossenen Vereinbarung soll Satellitenortung in Kombination mit öffentlichem Mobilfunk und virtuellen Balisen zwischen Novara und Rho im Rahmen eines Pilotprojekts erprobt werden. GNSS gilt als anfällig für gezielte Störungen.
Experimentiert wurde ferner mit Laserscannern zur Erkennung charakteristischer Elemente des Oberbaus und beispielsweise Weichen und Signalen entlang der Strecke, die mit einer auf dem Fahrzeug hinterlegten digitalen Streckenkarte abgeglichen wurden.

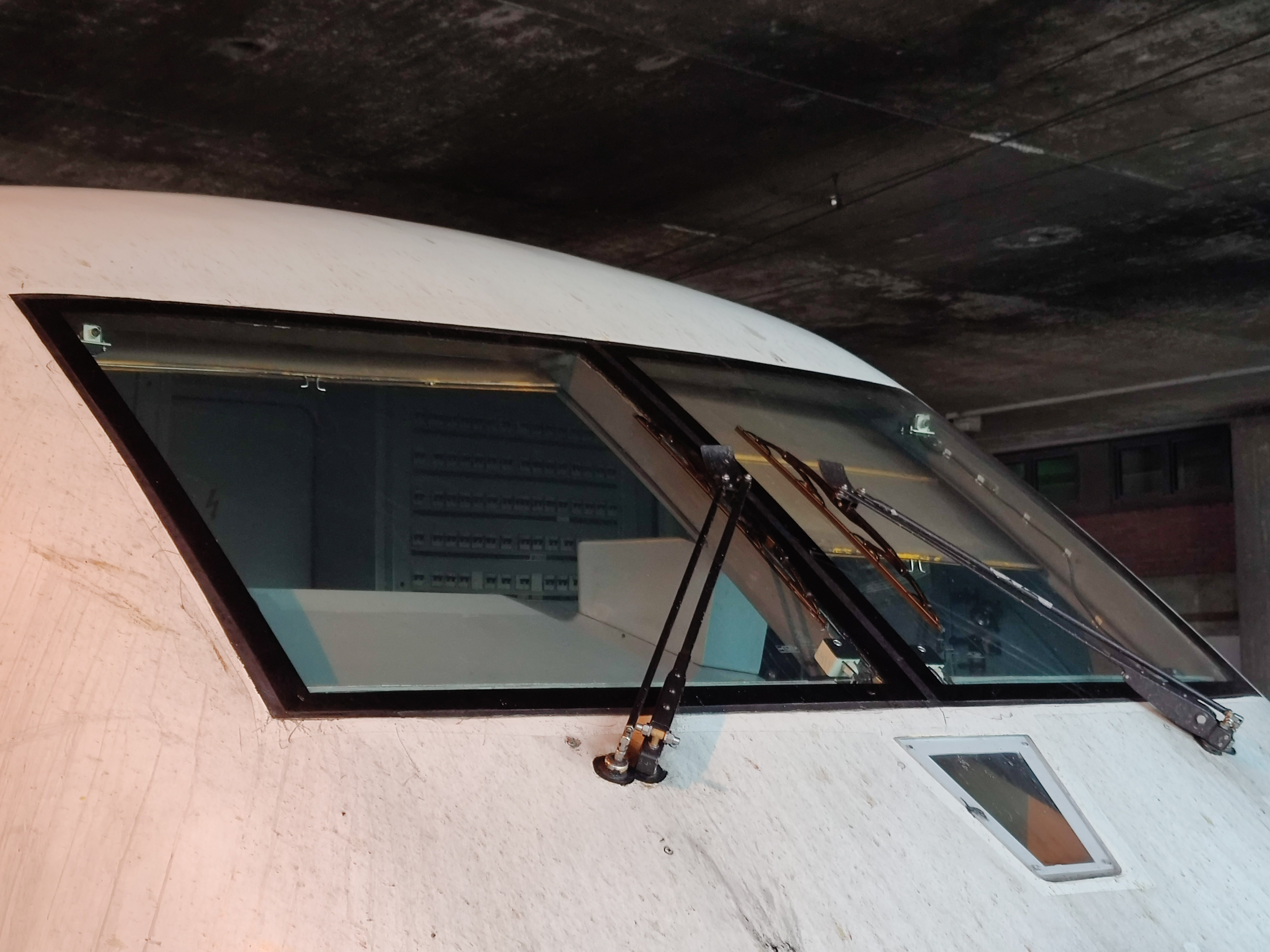
Zwei Kameras an einem ICE-1-Triebkopf (April 2021)

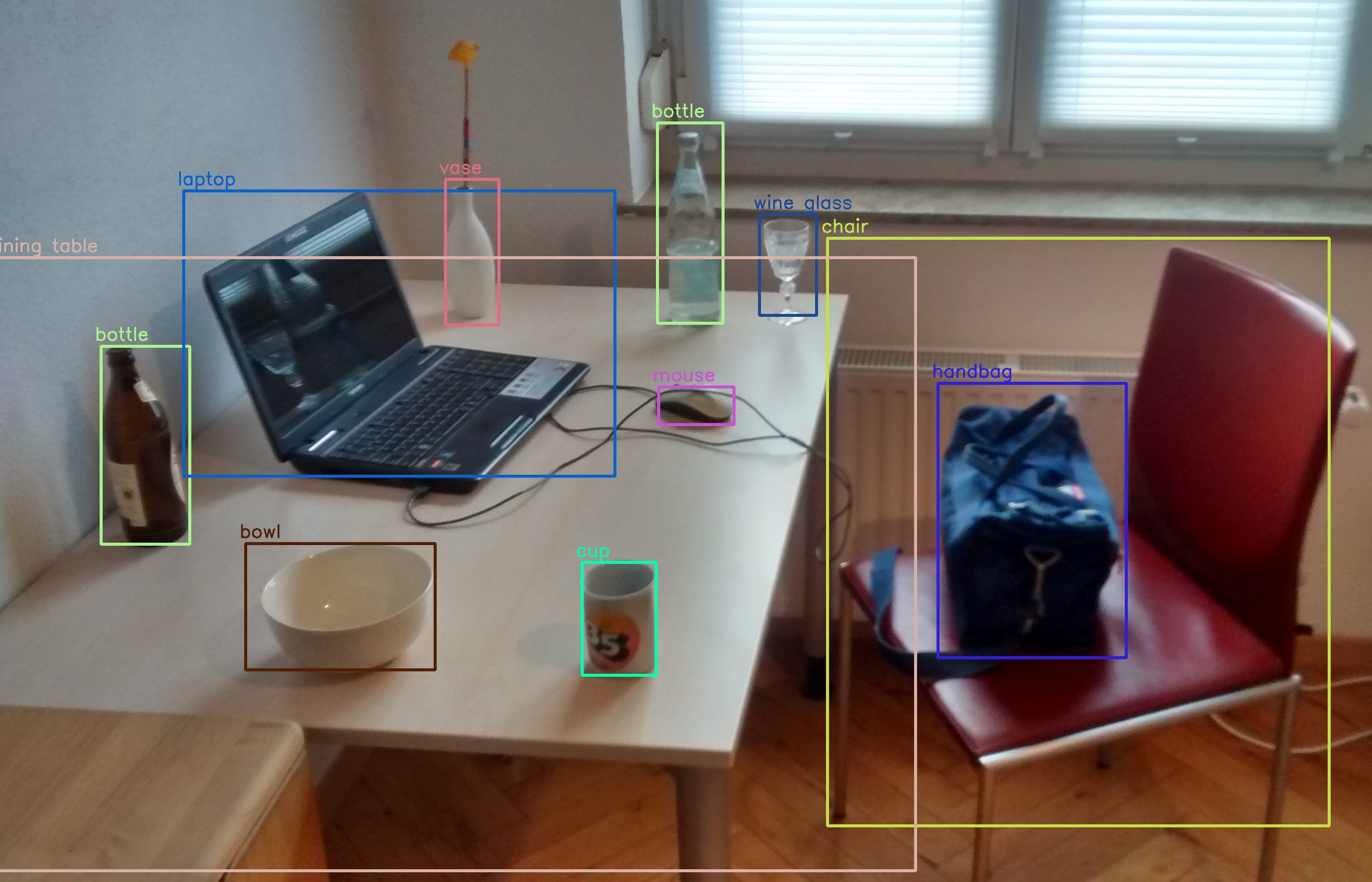
Automatische Objekterkennung mit Hilfe einer Software.

Ab 2019 sollte bei DB Fernverkehr ein System, das durch Objekterkennung aus einer hinter der Frontscheibe angebrachten Kamera Odometriedaten gewinnt, über ein Jahr auf der VDE 8 getestet werden. Als Nachteil von Kameralösungen gilt deren eingeschränkte Funktion bei Nacht oder Schneefall.
Die spanischen Unternehmen ADIF, Ineco und Cedex wollen im Rahmen des Programms Horizont 2020 im 2. Halbjahr 2020 beginnen, anhand von digitalen Geländekarten, die aus großen Datenmengen aus kommerziellen Zugfahrten erstellt werden sollen, die Odometrie verbessern. Daneben soll im Rahmen des Projekts Satellitennavigation für ETCS nutzbar gemacht werden. Eine Gruppe von Unternehmen um die Firma Railergy arbeitet ebenfalls an einer Odometrielösung, in der eine „Karte der Streckentopologie und Topografie einschließlich Landmarken“ in Kombination mit einer IMU, Wegimpulsgebern und zwei redundanten GNSS-Empfängern verwendet werden sollen. In Finnland werden Kombinationen digitaler Karten mit Radar und Lidar getestet.
Die Schweizerischen Bundesbahnen planen zukünftig eine Kombination von Satellitennavigation, Trägheitsnavigation und Radwegmessung, um Schienenfahrzeuge exakt zu orten.
Diskutiert wird auch eine präzise streckenseitige Ortsbestimmung per Lichtwellenleiter (Distributed Acoustic Sensing). Experimentiert wurde auch mit GALILEO Test- und Entwicklungsumgebungen.
Auch Magnetfeldmessungen, die anhand der Veränderungen des Erdmagnetfelds an Schienen eine eindeutige Signatur bestimmten, wurde getestet. Bei Versuchen im Herbst 2020 war noch erforderlich, die Signatur der Schiene bei einer Befahrung vorab aufzuzeichnen. Zunächst unklar blieb, wie häufig die Signatur zu aktualisieren ist, da es zu zeitlich veränderlichen der Magnetisierung der Schiene kommt.
2021 wurde eine Technologie vorgestellt, die sich die inhomogenen remanente Magnetisierung diverser Komponenten im Ober- und Unterbau (z. B. Spannbetonschwellen oder Schotter) zu Nutze macht. Die Magnetische Signatur wird über wenigstens zwei Halbleiter-Magnetometer im Abstand von ca. 10 bis 60 cm ausgelesen. Dieser zusammen mit der DB erprobte Ansatz hat unter anderem den Vorteil, dass keine magnetischen Signaturen zur Wiedererkennung aufgenommen und gespeichert werden müssen. Das System vergleicht dazu in Echtzeit die Messungen der beiden Magnetometer Signale und errechnet daraus die Geschwindigkeit.
Ein ähnliches und zunächst als Difference Inductance Sensor (DIS) bezeichnetes System basiert darauf, die Signatur durch Befahren der Strecke aufzunehmen und zu speichern. Unklar ist, in welchen zeitlichen Abständen diese Signatur zu aktualisieren ist, um langsamen zeitlichen Veränderungen der Magnetisierung der Schiene Rechnung zu tragen. Für Odometrie-Anwendungen wird die Zeitverschiebung zwischen den Sensoren ausgewertet. Für eine darüber hinaus gehende Lokalisierung ist hingegen eine voraufgezeichnete Karte erforderlich. Die nunmehr als Magnetic Railway Onboard Sensor (MAROS) bezeichnete Lösung sollte 2025 in einer ersten Fassung auf dem Markt verfügbar sein. Inzwischen ist 2026 geplant. Eine SIL-2- bzw. SIL-4-sichere Lösung soll später folgen. Laut Angaben von 2023 laufen seit zwei Jahren Versuchsfahrten in Deutschland und weiteren Ländern.
In ähnlicher Weise werden zwei aufeinander folgende Wirbelstromsensoren im Rahmen von Grundlagenforschung erprobt.
Im Zuge der Entwicklung der LZB wurde die Nutzung des Magnetfleckverfahrens erwogen, bei dem das Triebfahrzeug mittels drei längs des Fahrzeugs dicht über der Schiene laufenden Magneten Magnetisierungsimpulse zur Schiene übertragen und von weiteren Magneten gelesen und wieder gelöscht werden sollten. Nach Versuchen in Belgien und Großbritannien wurde dieser Ansatz verworfen.
In Zusammenhang mit ETCS-Odometrie wird auch „Ultrabreitband“ erwähnt.

### Simulation der Sensorik
Bei Labortests von ETCS-Fahrzeuggeräten können elektrische Signale für die Odometrie oder auch direkt die Geschwindigkeit übergeben werden. Teilweise werden dazu Rechteckschwingungen, deren Puls und Phasenverschiebung Rückschlüsse auf den zurückgelegten Weg und Richtung zulassen, erzeugt.

## Geschichte
Bereits für die Linienzugbeeinflussung (LZB), die in den 1970er Jahren serienreif wurde, war eine fahrzeuggebundene Odometrie entwickelt worden. Die LZB stellt aufgrund ihrer vielen Schleifenkreuzungen im Vergleich zu ETCS Referenzpunkte in hoher Dichte bereit.
In der ersten ETCS-Projektbeschreibung von 1991 war die Schaffung von harmonisierten Schnittstellen zwischen der ETCS-Onboard-Unit und weiteren Umsystemen der Fahrzeugausrüstung, wie beispielsweise der Odometrie, vorgesehen. 1993 wurde mit Deutscher Bahn und SNCF vereinbart, bestimmte im Rahmen von DEUFRAKO-M erarbeitete Spezifikationen, u. a. zur Weg- und Geschwindigkeitsmessung, in ETCS übernommen werden können. Damit war eine Verbindung zu bislang getrennt arbeitenden Projekten wie ASTREE und DIBMOF sichergestellt. 1997 begann die Entwicklung einer Odometrie-Spezifikation (als FFFIS).
Beim deutschen ETCS-Pilotprojekt Jüterbog–Halle/Leipzig war 2005 die Bedeutung der Odometrie und die Komplexität der Sensorik die wichtigste Erfahrung.
Eine zunächst zulässige Abweichung von sieben Metern, zuzüglich eines Prozents der Wegstrecke seit der letzten Ortungsbalise, konnte nicht eingehalten werden. Erfahrungen im Testbetrieb hatten dabei gezeigt, dass dies mit den damals vorhandenen Systemen nicht gelang, derart genaue Werte auch unter widrigen Wetter- und Umweltbedingungen SIL-4-sicher bereitzustellen. Die Odometrie galt zu dieser Zeit zwar ferner als sicher, aber noch nicht ausreichend robust. Die Systemkonfiguration von Alstom – mit Drehzahlmessung, Radar und Beschleunigungssensoren – galt als anfällig gegenüber ungünstigen Witterungsbedingungen, eine Überarbeitung war noch 2007 geplant. Auch die von Siemens verwendete Konfiguration, mit zwei Radaren und einem Radimpulsgeber, galt als nicht wintertauglich. Da die damals verfügbaren Radargeräte nicht beheizt werden konnten, kam es bei Schnee und Eis zum Ausfall beider Radare, womit nur noch eine Geschwindigkeitsinformation zur Verfügung stand und eine Zwangsbremsung eingeleitet wurde. Sensoren und Software wurden daraufhin weiterentwickelt. Zulieferer von Odometriekomponenten arbeiteten ebenfalls an einer robusteren Software für ihre Systeme.
Auch bei den für den Betrieb auf Neubaustrecke Mattstetten–Rothrist ausgerüsteten ICE 1 traten anfänglich Odometrie-Probleme auf. Mit mehreren neuen Softwareversionen sei die Robustheit und Wartbarkeit laut Herstellerangaben wesentlich verbessert worden. Die vertraglich geforderte maximale Begrenzung des Odometriefehlers auf 2 % sei eingehalten worden und eine Wiederaufnahme der Sensoraktivität nach einem Ausfall der Wegmessung umgesetzt worden.
Eine Betriebserprobung der ersten fünf mit ETCS ausgerüsteten ÖBB-Lokomotiven der Baureihe 1116 zeigte um 2007 eine Reihe notwendiger Verbesserungen auf, darunter Radar-Probleme im Winter. Bei der Systemintegration von ETCS in Österreich in den frühen 2010er Jahren zählten Odometrieprobleme und daraus resultierende Reaktionen am Fahrzeug und der Streckenausrüstung zu den häufigsten Fehlern. Im ersten Winter nach der Inbetriebnahme von ETCS kam es zu „massive[n] Probleme[n] mit der Odometrie“, die durch Nachrüstung von Balisengruppen vor Blocksignalen, durch Verbesserungen der Fahrzeugsoftware sowie durch die Beheizung des Radars behoben werden konnten. Auch bei den für den Einsatz in Österreich mit ETCS ausgerüsteten ICE T zeigten sich im Betriebseinsatz „erhebliche Odometrieprobleme“. Die Ursache lag in den eingesetzten Wegimpulsgeber-Mitnehmern, die schließlich erfolgreich durch in anderen ICE-Baureihen eingesetzte Mitnehmer getauscht wurden.
In den ersten Betriebsmonaten der im Dezember 2015 in Betrieb genommen Neubaustrecke Erfurt–Leipzig/Halle führten defekte Odometrie-Komponenten je Vorfall zu mehr Verspätungsminuten als der Ausfall von GSM-R-Funkmodulen. Auf der Rückfahrt vom Festakt zur Eröffnung der Neubaustrecke Ebensfeld–Erfurt erlitt der Premierenzug im Dezember 2017 aufgrund eines falsch eingegebenen Raddurchmessers mehrfach Zwangsbremsungen und erreichte sein Ziel mit 130-minütiger Verspätung. In den folgenden Tagen kam es zu einer Reihe von Einzelfehlern an ICE-1-Triebzügen, die allesamt in den Bereich der Odometrie fielen. Der Großteil dieser Triebzüge war vorher nicht unter Realbedingungen getestet worden. Die Mängel wurden binnen weniger Wochen beseitigt.
Bei den in den 2000er Jahren für die Neubaustrecke Mattstetten–Rothrist mit ETCS ausgerüsteten Lokomotiven der Baureihe Re 460 bereitete die Geschwindigkeits- und Wegerfassung große Probleme, deren Bewältigung erst nach mehreren Jahren gelang. Im Rahmen einer 2018 begonnenen Modernisierung führte der Einbau von IGBT-Stromrichtern zu einem veränderten dynamischen Verhalten von Fahrmotor, Antrieb und Radsatz, infolgedessen das bislang verwendete mathematische Modell der Odometrie nicht mehr stimmig war. Um u. U. nicht mehr sicheren berechneten Geschwindigkeiten vorzubauen, wurde ein Sicherheitszuschlag von bis zu 18 km/h eingeführt, der in einem Rückfallmodus ("degraded"-Modus) von der ermittelten Geschwindigkeit abgezogen wird. Je nach erlaubter Geschwindigkeit sollen Lokomotivführer bis auf Weiteres 10 bis 20 km/h langsamer fahren als erlaubt. Soweit dennoch eine Zwangsbremsung auftritt, wird die Odometrie neu gestartet und der Fehler damit zumeist behoben.
Wie die SBB im Juli 2019 mitteilten, sei es bei der Instandhaltung von Fahrzeugen zu fehlerhaften Einstellungen gekommen, welche die genaue Positionsbestimmung von Fahrzeugen verhinderten. Infolgedessen wurden Mitte April 2019 einem Lösch- und Rettungszug in Flüelen sowie am 27. Juni 2019 einer Re 420 auf der Strecke Lausanne–Villeneuve eine für den nachfolgenden Zug bestimmte Fahrterlaubnis erteilt. Bei der Re 420 waren falsche Parameter für die Odometrie (vertauschte Messwinkel und Radarkoeffizienten nach einer Instandhaltung) hinterlegt worden, die zu einer großen Ortungsungenauigkeit (Vertrauensintervall) führten. Der Fehler trat nach der Kürzung einer Fahrterlaubnis auf ein rückliegendes Signal mittels bedingtem Nothalt auf. Der Fehler trat beim Verbindungsaufbau zum RBC auf. Weder die Onboard-Systeme noch die Sicherungsanlagen entlang der Bahnstrecke hätten auf diesen Fehler reagiert. Der Lokführer erkannte aufgrund der Weichenlage seiner abzufahrenden Fahrstraße eine Inkonsistenz und fuhr nicht ab. Betroffen sind alle RBC von Thales in der Schweiz, nicht jedoch solche von Alstom und Siemens. Durch verschiedene Maßnahmen sollte eine Wiederholung dieses Fehlers ausgeschlossen werden. Die betroffene Lokomotive wurde abgestellt, weitere Fahrten in ETCS-Level-2-Bereichen durch Sperrung der On-Board-Rechner-Kennung verhindert. Bei einem systematischen und kontinuierlichen Monitoring auf auffällige Odometriewerte wurden vier Fahrzeuge einer Überprüfung unterzogen. Ferner wurden alle auf dem Schweizer Netz verkehrenden Eisenbahnverkehrsunternehmen auf die Einhaltung der Instandhaltungsprozesse hingewiesen sowie Informationen und Handlungsanweisungen an Lokführer und Fahrdienstleiter verteilt. Streckenseitig sind darüber hinaus Software- und Projektierungsänderungen erforderlich. Als Sofortmaßnahme wurde die Haltfallbewertung in allen betroffenen RBCs deaktiviert und die Odometriedaten laufend überwacht. Kommt es auf den betroffenen Strecken zu einer Zwangsbremsung, deren Ursache nicht klar erkennbar ist, darf der Zug in der Betriebsart Staff Responsible (SR) bis zu einer geeigneten Stelle weiterfahren, um anschließend abgeschleppt zu werden. In Folge der bis zum 15. Juli 2019 vorgenommenen RBC-Änderungen kommt es bei manchen Fahrzeugtypen zu vermehrten Zwangsbremsungen beim ETCS-Einstieg. Der Fehler wird durch eine doppelte Kommandierung des Levelwechsels binnen eines Rechnerzyklus des ETCS-Fahrzeuggeräts, zunächst vorangekündigt durch das RBC sowie kurz darauf unmittelbar durch eine Balise, ausgelöst. Bestimmte Fahrzeuge sollen an bestimmten ETCS-Einstiegen mit reduzierter Geschwindigkeit fahren. Mittels Anpassung der Balisenkonfiguration soll das Problem beseitigt werden.
Ein Anfang November 2020 eingespieltes Softwareupdate auf den Lokomotiven der DB-Baureihe 147 führte nach Schneefall im Dezember 2020 zu Radarproblemen, die zum Stillstand fast aller Triebfahrzeuge im Verlauf eines Tages führten. Selbst im Stillstand zeigten die Lokomotiven Triebfahrzeugführern fiktive Fahrgeschwindigkeiten an. Die betroffenen Intercity-2-Garnituren wurden zunächst durch alte Garnituren ersetzt.
Im ersten Betriebsjahr der Schnellfahrstrecke Wendlingen–Ulm kam es bei rund 30.000 Zugfahrten zu sehr vereinzelten Odometriestörungen. Obwohl die Strecke auf eine Höhe von bis zu 750 m führt, sollen die vielen Tunnel der Strecke dazu beigetragen haben, dass die Odometrie nicht vereise.

### Ausblick
Das Schweizer Bundesamt für Verkehr sieht in einer besseren Odometrie eine wesentliche Voraussetzung für den weiteren Ausbau von ETCS Level 2 und 3 im Normalspurnetz (Stand: 2019). Ohne genaue Wegmessung, auch bei schwierigen äußeren Bedingungen oder Störungen, seien Anwendungen mit Führerstandsignalisierung oder automatischem Zugbetrieb kaum erfolgversprechend umzusetzen.

## Sonstiges
Das auf ETCS basierende Zugbeeinflussungssystem ZSI 127 nutzt eine vereinfachte Odometrie, die ausschließlich Wegimpulsgeber verwendet.
Das in Großbritannien zum Einsatz erprobte, auf ETCS basierende Zugbeeinflussungssystem „TPWS Continous Supervision“ (TPWS-CS) nutzt für die Odometrie eine Kombination aus Trägheitsnavigation, digitaler Karte, GNSS und virtuellen Balisen.
Die mit dem ETCS-ähnlichen Zugbeeinflussungssystem S-Bahn Berlin ausgerüsteten Fahrzeuge sind mit einem Wegimpulsgeber und einem Radar ausgerüstet.